# Adolessons
Adolessons este albumul de debut al formației de rock alternativ românești The Amsterdams, lansat pe data de 22 mai 2009. Albumul este produs, distribuit și editat independent, sub numele propriei lor case de discuri, Post Pop Records, fiind înregistrat în studiol ISV, mixat de Alex Dragomir la Raza Studio și masterizat de Christian Mike Sugar la CSM-Lab București.
Referitor la lirica albumului, Andrei Hațegan declara:

„Suntem încă niște copii, care se chinuie foarte mult să facă lucrurile să iasă cum trebuie, dar de cele mai multe ori fac numai prostii, dar... damn!, toată lumea îi iartă, pentru că sunt cumva simpatici în stângăcia lor. Cred că asta ar fi starea generală pe care eu, cel puțin, aș vrea s-o transmită albumul. Cred că piesa 'Apple' e și cea mai reprezentativă în acest sens.”

Titlul albumului se referă la „adolescența muzicală” a formației. The Amsterdams au respins ideea conform căreia albumul ar avea drept public țintă adolescenții, specificând că e vorba mai degrabă de „o stare de spirit nealterată social” și că albumul „nu are parental advisory la niciuna dintre extremele de vârstă”
Albumul a beneficiat de două videoclipuri, la piesele „Chased by the Housewives” și „Apple”.

## Lista melodiilor
1. „Suffering and Surfing” - 4:57
2. „Fireworks” - 3:22
3. „Chased by the Housewives” - 3:14
4. „Taking Care of Anna” - 3:36
5. „Autobahn Sleeping Machine” - 6:29
6. „Lights Out” - 4:16
7. „Take the Cars Out” - 4:05
8. „Apple” - 6:19
9. „Laika” - 3:53
10. „Academy of Broken Hearts” - 7:26
11. „Chased by the Housewives” (Pink Lenins Remix) - 4:25